# Dealul Lărguța
Dealul Lărguța este situat la aprox. 1 km est de localitatea omonimă în Colinele Tigheciului, raionul Cantemir. Are o altitudine maximă de 301 m, situându-se astfel pe locul 7 printre cele mai înalte dealuri din Republica Moldova. Dealul este cel mai înalt per ansamblu în regiunea de sud a Republicii Moldova.